# Anacroneuria chorrera
Anacroneuria chorrera és una espècie d'insecte plecòpter pertanyent a la família dels pèrlids.

## Descripció
- Els adults tenen el cap de color groc, les antenes i el pronot marró fosc, les potes marró o marró groguenc i les ales anteriors amb una membrana iridescent i de color marró fumat.
- Les ales anteriors dels mascles fan entre 18 i 20 mm de llargària i les de les femelles al voltant de 25.[5]

## Hàbitat
En el seu estadi immadur és aquàtic i viu a l'aigua dolça, mentre que com a adult és terrestre i volador.

## Distribució geogràfica
Es troba a Sud-amèrica: Veneçuela.